# Eucalyptus houseana
Eucalyptus houseana är en myrtenväxtart som beskrevs av W.V. Fitzg. och Joseph Henry Maiden. Eucalyptus houseana ingår i släktet Eucalyptus och familjen myrtenväxter. Inga underarter finns listade i Catalogue of Life.